# جين بلوميير
جين بلوميير (مواليد 17 سبتمبر 1909) هو مبارز بالسيف بلجيكي، مثّل بلاده في الألعاب الأولمبية الصيفية 1936.

## روابط رياضية
جين بلوميير على موقع أوليمبيديا (الإنجليزية)